# René Maupré
Charles René de Chauffour dit René Maupré, né le 9 juillet 1888 dans le 9e arrondissement de Paris et mort le 6 avril 1976 à Nice, est un acteur français.

## Filmographie
- 1911 : L'Histoire d'une rose de Camille de Morlhon (215 m) : Claude de Maupré
- 1912 : Deux clichés sensationnels, réalisation anonyme (226 m)
- 1913 : Le Chiffonnier de Paris d'Émile Chautard : (815 m) : Henri de Berville
- 1913 : Le Fiancé d'une autre, réalisation anonyme (375 m)
- 1913 : L'Héritage de Cabestan d'Adrien Caillard (1,090 m) : Paul Cabestan
- 1913 : Roger la Honte d'Adrien Caillard (2,150 m) : Raymond Noirville
- 1913 : Le Secret de Polichinelle d'Henri Desfontaines : Henri
- 1914 : La Tache de Maurice Le Forestier (1,176 m) - Maurice de Perne
- 1914 : Les Yeux du cœur d'Henri Desfontaines (1,005 m) : Le prince Orloff
- 1914 : Il giornale de Arturo Ambrosio
- 1914 : Fata Morgana de Edoardo Bencivenga
- 1915 : L'onore di morire de Edoardo Bencivenga
- 1919 : Zavora umana de Gustavo Zaremba di Jaracewski
- 1921 : Le Prion de Georges Champavert (1,750 m) : Georges Cazeneuve
- 1921 : L'Agonie des aigles, film en deux chapitres (1,750 m et 1,550 m de Dominique Bernard-Deschamps : Pascal de Breuilly
- 1921 : Notturno tragico de Géo Fitch
- 1921 : Théodora de Leopoldo Carlucci : Andréa
- 1922 : Les Deux Pigeons d'André Hugon (1 835 m) : Jean Réville
- 1922 : La Fille des chiffonniers, film en deux époques d'Henri Desfontaines (2 800 m)
- 1922 : Mon p'tit de René Plaissetty (1 850 m) : Le fils
- 1923 : Corsica de Vanina Casalonga et René Carrère (1 900 m) : Pietralba
- 1923 : La Garçonne d'Armand du Plessy : Georges
- 1923 : The loves of Mary, queen of Scots de Denison Clift : Rizzio
- 1924 : L'Heureuse Mort de Serge Nadejdine (1 900 m) : Fayot
- 1924 : La Dame masquée de Victor Tourjansky (2 000 m) : Jean Kern
- 1924 : Le Chiffonnier de Paris de Serge Nadejdine  (2 400 m) : Henri Berville
- 1925 : La Neuvaine de Colette de Georges Champavert (1,800 m) : Pierre de Civreuse
- 1927 : Dans l'ombre du harem de Léon Mathot et André Liabel : Roger de Montfort
- 1928 : La Valse de l'adieu d'Henry Roussel (3,200 m) : Le comte Sharback
- 1931 : Amour et business, court métrage de Robert Péguy
- 1931 : Cœur de lilas d'Anatol Litvak
- 1933 : Le Maître de forges de Fernand Rivers
- 1938 : Remontons les Champs-Élysées de Sacha Guitry et Robert Bibal : Un seigneur
- 1938 : Tarakanowa de Fédor Ozep
- 1948 : La Belle Meunière de Marcel Pagnol
- 1950 : Coupable ? d'Yvan Noé

## Théâtre
- 1906 : Vieil Heidelberg de Wilhelm Meyer-Förster, mise en scène André Antoine, théâtre Antoine
- 1906 : Jules César de William Shakespeare, mise en scène André Antoine, théâtre de l'Odéon
- 1908 : Ramuntcho de Pierre Loti, mise en scène André Antoine, théâtre de l'Odéon
- 1909 : Beethoven de René Fauchois, mise en scène André Antoine, théâtre de l'Odéon
- 1909 : Les Grands de Pierre Veber et Serge Basset, théâtre de l'Odéon
- 1909 : Comme les feuilles de Giuseppe Giacosa, théâtre de l'Odéon
- 1911 : Rivoli de René Fauchois, théâtre de l'Odéon
- 1912 : Troïlus et Cressida de William Shakespeare, mise en scène André Antoine, théâtre de l'Odéon
- 1912 : Le Double Madrigal de Jean Auzanet, mise en scène André Antoine, théâtre de l'Odéon
- 1913 : Blanche Câline de Pierre Frondaie, théâtre Michel